# Aeródromo Quilpe
El Aeródromo Quilpe (OACI: SCSQ) es un terminal aéreo ubicado cerca de San Pablo, en la Provincia de Osorno, Región de Los Lagos, Chile. Es de propiedad pública.